# 双带滑鸟蛤
双带滑鸟蛤（学名：Laevicardium biradiatum），又名双带异纹鸟蛤、光華鳥尾蛤，是帘蛤目鸟尾蛤科滑鸟蛤属的一种。主要分布于越南、中国大陆、台湾，常栖息在水深46米。亦有見於紅海。